# Iphiaulax incisus
Iphiaulax incisus är en stekelart som först beskrevs av Brulle 1846.  Iphiaulax incisus ingår i släktet Iphiaulax och familjen bracksteklar. Inga underarter finns listade i Catalogue of Life.